# Andrássy István (író)
Andrássy István (16.–17. század) feltételezett személy, akinek létezéséről egyetlen – már elveszett – mű, a triplex Philosophiae azonosíthatatlan szerzőjeként tudunk.

## Személye
Andrássy István létezésére Rákóczi Zsigmond erdélyi fejedelem könyveinek jegyzékében utal egy bejegyzés, ami Stephani Andrássy: triplex Philosophia című művét említi. A könyv szerzőjének sokáig Andrássy István kuruc generálist tartották, ezt a feltételezést erősíti Maurer Arthur Dr. Csucsomi álnéven közzétett munkája, A gróf Andrássy-nemzetség története (Rozsnyó, 1900). Ez jelent meg Szinnyei József bibliográfus Magyar írók élete és munkái c. irodalmi lexikonjában is, sőt, Jókai Mór 1884-ben kiadott A lőcsei fehér asszony című regényében még a filozófiai mű keletkezéséről is ír, és azt egyértelműen a kuruc hadvezér nevéhez köti.
A generális Andrássy azonban 1660 körül született, míg Rákóczi Zsigmond 1652-ben hunyt el, vagyis a kérdéses mű szerzőjeként jelölt Stephani Andrássy nem lehetett azonos Andrássy kuruc fővezérrel.
1964-ben Markó Árpád hadtörténész, akadémikus tette közzé az ellentmondásra vonatkozó véleményét. Álláspontja szerint lehetséges, hogy volt egy ilyen munka a fejedelem könyvtárában, ám ennek talán egy újabb kiadása jelenhetett meg Andrássy István generális jóvoltából. Ez az elmélet ugyanakkor nyitva hagyja azt a kérdést, hogy ki írhatta az első kiadást, egyúttal kétségbe vonja azt, hogy Andrássy István néven a 15.-16. században élt volna egy szerző. Markó rámutat arra is, hogy Maurer forrásként Vállas Antal befejezetlenül maradt Nemzeti Encyclopaedia című lexikonát adja meg, ahol azonban erről a filozófiai műről nem esik szó.
Wesselényi Miklós (Vesseleny Miklós) teológusnak ugyanakkor valóban jelent meg hasonló címen munkája: Triplex Philosophia Rationalis, Naturalis et Metaphysica Nagyszombat, 1640.